# Cheia de 2020 no Iémen
A cheia de 2020 no Iémen foi uma cheia repentina que matou pelo menos 172 pessoas no Iémen e danificou casas e locais de património mundial listados pela UNESCO em todo o país, disseram as autoridades.
Em 7 de agosto, o Ministério da Saúde Pública e População em Sana'a informou que 131 pessoas morreram e 125 ficaram feridas nas províncias do norte, e 106 casas e instalações públicas e privadas foram destruídas e 156 ficaram danificadas.